# X.Y.Z.→A
X.Y.Z.→A（エックス・ワイ・ズィー・トゥ・エー、1999年 - ）は、日本のヘヴィメタルバンドである。
バンド発足当初は、XYZ（もしくはX.Y.Z.）と呼ばれていたが、XYZという名前の同名のバンドが既に存在していたためにX.Y.Z.→Aと表記されることが多い。また、海外では既述の同名バンドと混同しないように、「ASIAN TYPHOON（エイジアン・タイフーン）」と名乗っている。

## 来歴
LOUDNESSの二井原実 (Vo) と爆風スランプのファンキー末吉 (Dr) が中心になって結成された。SLY活動停止に際し、二井原実が今後の身の振り方を友人のファンキー末吉に相談したことがきっかけで、バンド結成となった。
爆風スランプのサウンドは、ポップス要素の強いロックにカテゴライズされ、いわゆるヘヴィメタルでは無い。そのため、ファンキー末吉は当初ヘヴィメタル独特のドラムさばきに少々苦労したようである。ギターには筋肉少女帯の橘高文彦が参加した。筋肉少女帯はコミックバンドやパンク的イメージもあるが、サウンドの幅は広くハードロック・ヘヴィメタルの要素も内包している。橘高文彦自身はかつてAROUGEと言うヘヴィメタルバンドでメジャーデビューを果たしており、生粋のヘヴィメタル・ギタリストでもある。ベースには、爆風スランプでファンキー末吉と共にリズム隊を組んでいたバーベQ和佐田（和佐田達彦）が担当。バンド結成当初は所属事務所による契約上の問題でサポートメンバー名義で参加、現在は正式メンバーである。

メンバーはいずれも、大ヒットしたバンドの元メンバーで構成されているが、主にインディーズ中心の活動を行っている。結成初年度は1年半で100本以上のライブを行うなど精力的な活動を行った。また、彼らは海外でも積極的に活動している。
それぞれが別のプロジェクトなどを持ち、二井原実は2000年からオリジナルメンバーで再結成されたLOUDNESSでも活動。橘高文彦は2006年から再結成した筋肉少女帯に参加。現在は2人とも掛け持ちで活動している。
1999年
- 2月、結成。
- 11月26日、1stシングル『Don’t let the sun go down』を発売。
- 12月3日、1stアルバム『Asian Typhoon』を発売。その後、「THE END OF CENTURY 100 GIGS WORLD TOUR」と銘打った100本ライブを敢行。

2000年
- 2月25日、2ndシングル『Miracle』を発売。
- 5月24日、『THE X.Y.Z. STORY　EARLY DAYS』を発売。
- 7月、アメリカL.A 「ココナッツティーザー」にてライヴを行う。
- 8月23日、『Asian Typhoon -English Version-』を発売。
- 10月25日、3rdシングル『LABYRINTH』を発売。
- 11月2日、2ndアルバム『METALIZATION』を発売。

2001年
- 2月、5日から8日までの4日間連続LIVEを目黒ライヴステーションにて行い、ゲストにポール・ギルバート(ex.MR.BIG)らが出演。この4DAYSを皮切りに「THE METALIZATION WORLD TOUR 2001」を開始。
- 2月7日、4thシングル『A MILLION CARATS』を発売。
- 6月6日、『METALIZATION -English Version-』を発売。
- 11月29日、5thシングル『NO BODY KNOWS ME（BUT ONLY HEAVEN）』を発売。
- 12月29日、5thシングル『～THE X.Y.Z.→A STORY 2～ THE END OF CENTURY 100 GIGS WORLD TOUR』を発売。

2002年
- 2月28日、6thシングル『PURE』を発売。
- 4月24日、3rdアルバム『LIFE』を発売。
- 4月、X.Y.Z.→A WORLD TOUR2002 「THE 無礼講 ~Life goes on~」を開始。
- 6月、『日中国交正常化30周年記念イベント』（日本大使館主催）にて、ロック親善大使として北京に招待された。
- 7月、『Hong Kong International Rock Festival 2002』にて、日本代表として香港に招待された。

2003年
- 6月4日、4thアルバム『IV』を発売。
- 6月6日から翌年9月11日まで1都1道2府43県TOUR「X.Y.Z.→A is coming to your town tour 2003~2004」を行う。
- 8月、韓国における「2003大邱夏季ユニバーシアード大会」の『“OK! Crazy!! World Rock Festival”』に、BOW WOWと共に参加した。

2004年
- 2月9日、初のライヴアルバム「X.Y.Z.→ALIVE」を発売。 発売後、5thアルバムの製作を開始。

2005年
- 12月、ファンクラブ会員限定で先行Maxi single『....some kind of screamers』を発売。

2006年
- 3月3日から3月11日までライブツアーX.Y.Z.→A TOUR 2006「...SOME KIND OF SCREAMERS」を計3公演行う。
- 12月13日、5thアルバム『WINGS』を発売。

2007年
- 3月10日から5月6日までライブツアーX.Y.Z.→A TOUR 2007「WINGS」を計3公演行う。

2008年
- 3月4日、Nightmare Recordsからアメリカデビューを果たした。その際は上記のバンド名の問題があるため、アメリカでは1stアルバムのタイトルからとった｢ASIAN　TYPHOON｣の名前で活動する。全米デビューのアルバムは『WINGS』となった。
- 5月14日、5thアルバム『WINGS』でのアメリカデビューを記念して制作された、初の2枚組コンプリート・ベスト・アルバム初のベストアルバム『A to Z』を発売。

2009年
- 2月21日から11月22日までX.Y.Z.→A デビュー10周年記念10ヶ月連続ライブ「Countdown to 10th Anniversary 10 Gigs」を行う。また、それに伴い10周年記念企画「新曲10ヶ月連続リリース」としてファンクラブ限定でシングル9枚発売。
- 11月11日、「新曲10ヶ月連続リリース」の第10弾として、6thアルバム『Learn from Yesterday! Live for Today! Hope for Tomorrow!』を発売。

2010年
- 5月、ライブツアーX.Y.Z.→A TOUR 2010「Yesterday! Today! Tomorrow!」を行う。
- 5月12日、LIVE DVD『Countdown To 10th Anniversary 10 Gigs FINAL!! ~Yesterday!Today!Tomorrow!~』を発売。
- 9月15日、聖飢魔IIのトリビュートアルバム『Tribute to 聖飢魔II -悪魔との契約書-』が発売。X.Y.Z.→Aは「SAVE YOUR SOUL~美しきクリシェに背をむけて~」で参加。
- 10月24日、橘高文彦デビュー25周年記念ライブ「Fumihiko Kitsutaka 25th Anniversary ~LIVE! DREAM CASTLE~」に出演。

2011年
- 4月6日、LIVE DVD「Fumihiko Kitsutaka 25th Anniversary ～LIVE! DREAM CASTLE～」が発売。
- 6月、東名阪ライヴツアー X.Y.Z.→A TOUR 2011「X.Y.Z.→A IS BACK → THE ROAD ＃1」を計3公演行う。

2012年
- 3月11日から4月21日までX.Y.Z.→A TOUR　2012 「X.Y.Z.→A IS BACK → THE ROAD ＃2」を計10公演行う。

2013年
2014年
2015年
2016年
2020年
- 3月25日、8thアルバム『WONDERFUL LIFE』を発売し、同時に過去作品全作のSpotifyなどサブスクリプションストリーミングサービスを開始した。

## メンバー
1999年の結成時から現在まで不動のメンバーで活動している。
- 二井原実（ボーカル） LOUDNESS、SLY
- 橘高文彦（ギター） ex.AROUGE、筋肉少女帯
- 和佐田達彦（ベース） TOPS、爆風スランプ
- ファンキー末吉（ドラム） 爆風スランプ

## ディスコグラフィ

### シングル
|     | 発売日         | タイトル                            | 規格品番  | 収録曲 | 収録アルバム   | 備考 |
| --- | -------------- | ----------------------------------- | --------- | --- | -------------- | --- |
| 1st | 1999年11月26日 | Don't let the sun go down           | XZDS-1001 | 1. Don’t let the sun go down 2. Lonely nights 3. Don’t let the sun go down(カラオケ) 4. Lonely nights(カラオケ) | Asian Typhoon  | プロレスラー気仙沼二郎入場テーマ曲 |
| 2nd | 2000年2月25日  | Miracle                             | XZCS-2    | 1. Miracle 2. Miracle(Live) 3. Crazy doctor(Live) 4. Don’t let the sun go down(Live) 5. Miracle(Karaoke)        | Asian Typhoon  | |
| 3rd | 2000年10月25日 | LABYRINTH                           | XZDS-1002 | 1. LABYRINTH 2. XYZ 3. LABYRINTH(KARAOKE) 4. XYZ(KARAOKE)                                                       | METALIZATION   | |
| 4th | 2001年2月7日   | A MILLION CARATS                    | XZCM-1    | 1. A MILLION CARATS 2. BITCH 3. たいやきやいた 4. イワンのばか 5. A MILLION CARATS(カラオケ) 6. BITCH(カラオケ) | METALIZATION   | 「デジキューブ」コマーシャルソング。「LABYRINTH」のPVを含むCD-EXTRA仕様。 筋肉少女帯の「イワンのばか」と爆風スランプの「たいやきやいた」をカバーしたライブ音源を収録 |
| 5th | 2001年11月29日 | NO BODY KNOWS ME（BUT ONLY HEAVEN） | XZCM-2    | 1. NO BODY KNOWS ME(BUT ONLY HEAVEN) 2. NO BODY KNOWS ME(BUT ONLY HEAVEN)(Instrumental)                         | アルバム未収録 | 「未唯 with X.Y.Z.→A」名義、元ピンクレディーの未唯とのコラポレーション作品。                                                                                         |
| 6th | 2002年2月28日  | PURE                                | XZCM-3    | 1. PURE 2. 小さな恋の唄 3. PURE(KARAOKE) 4. 小さな恋の唄(KARAOKE)                                               | LIFE           | |

### アルバム
|                  | 発売日         | タイトル                                                 | 規格品番   | 備考 |
| ---------------- | -------------- | -------------------------------------------------------- | ---------- | --- |
| 1st              | 1999年12月3日  | Asian Typhoon                                            | XZCS-1     | |
| 1st English ver. | 2000年8月23日  | Asian Typhoon -English Version-                          | XZCS-3     | 同名のアルバムをVo.を英詞で撮り直し、一部アレンジを加えたもの                                                                 |
| 2nd              | 2000年11月2日  | METALIZATION                                             | XZCS-4     | |
| 2nd English ver. | 2001年6月6日   | METALIZATION -English Version-                           | XZCS-5     | 同名のアルバムをVo.を英詞で撮り直し、一部アレンジを加えたもの                                                                 |
| 3rd              | 2002年4月24日  | LIFE                                                     | XZCS-6     | |
| 4th              | 2003年6月4日   | IV                                                       | XZCS-7     | プロデューサーに山本恭司を迎える                                                                                              |
| ライヴ           | 2004年2月9日   | X.Y.Z.→ALIVE                                             | XZCS-8~9   | 2003年8月2日に原宿アストロホールで行われたライブを収録                                                                        |
| 5th              | 2006年12月13日 | WINGS                                                    | GTCD-4001  | |
| ベスト           | 2008年5月14日  | A to Z                                                   | GTCD-4004  | 「IN and OUT」と「Spreading Your Fire」は新曲。 「Nobody Knows Me (But Only Heaven)」は二井原実バージョンのヴォーカルを収録。 |
| 6th              | 2009年11月11日 | Learn from Yesterday! Live for Today! Hope for Tomorrow! | PDCX-9008  | オリコン最高166位 |
| 7th              | 2013年4月3日   | SEVENTH HEAVEN                                           | XQHZ-1008  | |
| 8th              | 2020年3月25日  | WONDERFUL LIFE                                           | YZBT-10002 | |

### 映像作品
|     | 発売日         | タイトル                                                                  | 規格品番      | 備考           |
| --- | -------------- | ------------------------------------------------------------------------- | ------------- | -------------- |
| 1st | 1999年         | X.Y.Z. Don't let the sun go down〜PV-clips〜                              | :VHS          |                |
| 2nd | 2000年5月24日  | THE X.Y.Z. STORY EARLY DAYS                                               | XZVM-1:VHS    |                |
| 3rd | 2001年12月29日 | THE X.Y.Z.→A STORY2 THE END OF CENTURY 100 GIGS WORLD TOUR 1999-2000      | XZVM-2:VHS    | ※三本組        |
| 4th | 2010年5月12日  | Countdown To 10th Anniversary 10 Gigs FINAL!! ~Yesterday!Today!Tomorrow!~ | XQHZ-2001:DVD | Blasty Records |
| 5th | 2015年12月16日 | A.B→O←X.Y.Z. ~Now&Then~                                                   | BTYS-2005:    | 4DVD+1CD       |

### その他
| 発売日         | タイトル                                                 | 規格品番             | 備考 |
| -------------- | -------------------------------------------------------- | -------------------- | --- |
| 2001年9月23日  | SHOUT！～X.Y.Z.→A KARAOKE Vol.1～                        | ZTOA-1               | LIVE会場、ファンクラブの通販のみで販売 1000枚限定販売 |
| 2003年12月24日 | Rock To The Future2002 BOWWOW vs X.Y.Z.→A                | MARS-DV03            | |
| 2003年3月14日  | Little By Little And Bit By Bit                          | 30MR･CD･031          | ※オムニバス・アルバム。Vo.を全て二井原実で録り直した「NO BODY KNOWS ME（BUT ONLY HEAVEN）」を収録                                                               |
| 2009年6月24日  | 西寺実 Presents HARDなYAON 2009                          | UIBZ-5057            | |
| 2010年9月15日  | Tribute to 聖飢魔II -悪魔との契約書-                     | YICQ-10012           | ※トリビュート・アルバム。聖飢魔IIの「SAVE YOUR SOUL~美しきクリシェに背をむけて~」で参加。                                                                       |
| 2011年12月25日 | We Love Bakufu Slump                                     | BTYS-1002 YZSM-20009 | ※トリビュート・アルバム。爆風スランプの「リゾ・ラバ」で参加。                                                                                                   |
| 2011年4月6日   | Fumihiko Kitsutaka 25th Anniversary ~LIVE! DREAM CASTLE~ | XQHZ-2003            | 橘高文彦デビュー25周年記念ライブ。「Yesterday!Today!Tomorrow!」「Faster!Harder!Louder!Deeper!」「I Promise You」「Midnight Train」「Don’t let the sun go down」 |
| 2016年7月13日  | 橘高文彦デビュー30周年記念LIVE“X.Y.Z.→A"                 | BTYS-2011            | |